# Tamás Sulyok
Tamás Sulyok, född 24 mars 1956 i Kiskunfélegyháza, är en ungersk politiker som sedan 5 mars 2024 är Ungerns president.

## Biografi
Tamás Sulyok är jurist, utbildad vid Szegeds universitet där han tog examen 1980. Två år senare tog han advokatexamen. Han vidareutbildade sig i EU-rätt vid Eötvös Loránd-universitetet i Budapest där han tog en Master of Laws 2004. Han disputerade 2013 med en avhandling om konstitutionell rätt.
Sulyok var ledamot av Ungerns författningsdomstol och tjänstgjorde som dess ordförande mellan 2016 och 2024.

## Politisk bana
Trots att han var relativt politiskt oerfaren nominerades Sulyok i februari till att efterträda Katalin Novák, som avgått till följd av en kontroversiell presidentbenådning. Han var officiellt Fidesz kandidat, men är i sitt presidentskap partilös. Han godkändes av Ungerns parlament med en tvåtredjedelsmajoritet den 26 februari 2024 och svor kort därpå presidenteden. Formellt tillträdde han den 5 mars samma år. Kort efter att det ungerska parlamentet ratificerat Sveriges Natoansökan blev en av hans första presidenthandlingar att underteckna den.

## Privatliv
Tamás Sulyok är gift med Zsuzsanna Nagy. De har två barn.